# Покровский, Борис Владимирович (художник)
Бори́с Влади́мирович Покро́вский (1900, Гатчина — после 1960 г.) — советский художник-монументалист, график, иллюстратор детских книг.

## Биография
- Родился 28 марта 1900 г. в Гатчине; старший сын зодчего Владимира Александровича Покровского.
- С осени 1909 г. по апрель 1917 г. обучался в петербургском Реальном училище Карла Мая. Летом 1917 г. сдал вступительные испытания в Институт Гражданских инженеров; успешно закончил первый курс обучения.
- В 1917—1919 гг. служил чертежником в Волховстрое, затем в Свирьстрое.
- С января 1920 г. в должности члена-приемщика Военно-хозяйственной Приемной комиссии К. В. О.
- В 1920—1921 гг. — художник в агитационно-художественном отделе Дон-РОСТА. С весны по июнь1922 г. - художник при агитпропе Юго-Восточного Бюро ЦК РКП (б) и Дон-Госиздате, Главполитпросвете Дагестанской ССР. Сотрудничал с издательствами «Новая Москва», «Молодая Гвардия», «Прибой»; журналами «Прожектор» и «Юный пролетарий».
- В сентябре 1922 г. поступил на Полиграфический факультет Высшего художественно-технического института (ЛВХТИ). В мае 1925 г. был исключен из института «за неявку с начала учебного года».
- С конца 1920-х — начала 1930-х гг. жил и работал в Москве.

## Работы

### Монументальные работы
- Портрет В. И. Ленина для павильона Северо-Западных областей на Всесоюзной сельскохозяйственной выставке (ВСХВ) в Москве 1939 г.
- Панно в павильоне Московской, Рязанской и Тульской областей на ВСХВ; Мозаичный портрет В. И. Ленина (1939 г.)
- Эскизы восьми мозаичных панно - сцены из "Ревизора" для здания театра В. Э. Мейерхольда (ГОСТИМ) в Москве (совместно с худ. В. Ф. Бордиченко; арх. А.В. Щусев; набраны, впоследствии рассыпаны; сохранились небольшие фрагменты). 1936 г.
- Эскизы мозаичных картин на станции метро «Завод имени Сталина» (совместно с худ. В. Ф. Бордиченко и Ф. К. Лехтом; мозаики набирались в Ленинграде в мозаичной мастерской Академии художеств под руководством В. А. Фролова). Восемь панно: «Комбайн», «Порт», «Калибровый цех», «Литейный цех», «Кузнечно-прокатный», «Красный флот», «Самолет», «Сборочная автозавода». Настенное панно наземного вестибюля «Богатыри» (40 кв. м; соавтор В. Ф. Бордиченко), набранное флорентийской мозаикой; плафон (изображение заменено).
- Панно из естественного мрамора «Знамёна побед» (25 кв. м) в торце среднего зала станции «Новокузнецкая» (открыта 20 ноября 1943 г.; изображение И. В. Сталина заменено на портрет В.И. Ленина);
- Панно из естественного мрамора «Знамёна побед» в торце среднего зала станции «Бауманская» (1944 г.; соавтор В. Ф. Бордиченко).

"Завод им. Сталина"
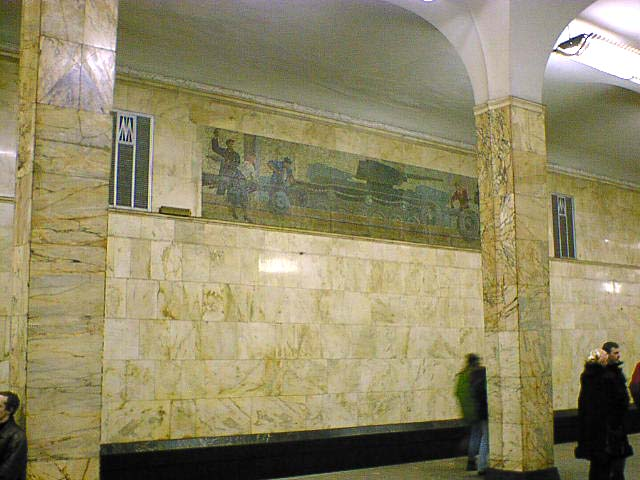
"Завод им. Сталина"
"Бауманская"

- После войны работал над эскизами мозаик и витражей для станций «Новослободская» и «Комсомольская» четвёртой очереди московского метро (совместно с худ. П. Д. Кориным и В. Ф. Бордиченко).
- Архитектурно-художественный проект реконструкции Ярославского вокзала в Москве: комнаты «Матери и ребёнка», кассовый зал, главный вестибюль. Скульптура, живопись и лепка (общая площадь свыше 200 кв. м).
- Роспись  плафона Светового зала Ленинградского вокзала в Москве на тему «Салют» (свыше 150 кв. м) и плафона зала ресторана (темпера; 180 кв. м) и комнат «Матери и ребёнка».
- Киевский вокзал в Москве (арх. В. К. Олтаржевский): Зал № 2 (роспись плафона на тему «Единство РСФСР и УССР» (темпера, свыше 700 кв. м); б) четыре барельефа на тему «Конституция СССР» (скульптура). Плафоны кассового зала (темпера, около 300 кв. м), аванзала кассового зала и зала «В».
- Роспись плафона зала № 2 Курского вокзала в Москве на тему «Четырёх рек» - Волга, Ока, Кама и Москва-река (темпера, 450 кв. м).
- Роспись плафона зала ресторана Савёловского вокзала в Москве (темпера, 100 кв. м).
- Росписи помещений вокзала в Минске: плафона ресторана и офицерского зала (темпера; ок. 300 кв. м); четыре фрески вестибюля на тему «Тридцатилетия БССР».
- Дом отдыха Совета Министров СССР «Морозовка» (роспись главной лестницы, потолка и стен большой гостиной).

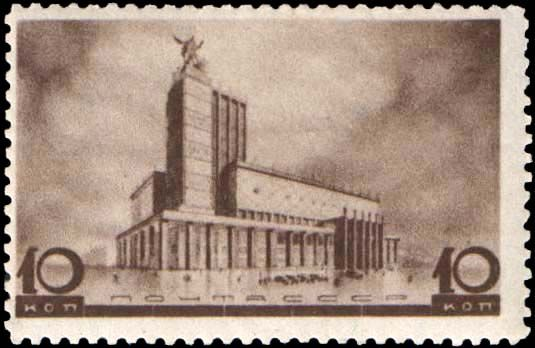
Театр им. Меерхольда. Проект

- Некоторые работы (иллюстрации к "Путешествию из Петербурга в Москву", политические карикатуры) Б. В. Покровского находятся в собрании Государственного центрального музея современной истории России. С начала двадцатых годов начинает иллюстрировать детские книги, — на начало 1930-х гг. их оказалось около шестидесяти.

### Книги для детей
- Александрова З. Н. «Наши ясли». Рисунки В. Ф. Бордиченко и Б. В. Покровского. (М.: Детгиз. 1934 и 1935 г.);
- Андерсен Г.- Х.: «Сказки». Сборник с рисунками Б. В. Покровского, Е. Жака и К. П. Ротова. (Госиздат, 1924 г.; «Круг», 1925 г.);
- Барто А. Л.: «Праздничная книжка» (М.-Л.: Госиздат, 1927 г.), «Бирюльки» (М.: «Московский рабочий», 1928 г.);
- Беляков Н. Д. Кардашев В. П. Маленький мастер. (Год первый. Часть 1. Пособие для учащихся. М.: Гос. учебно-педагогическое изд-во. 1931 г.);
- Воинов В.: «80000 лошадей» (Л.: Госиздат, 1925 г.);
- Геннов-Немцов Г.: "Кем ты хочешь быть?" (М.: Рабочая газета, 1929 г. (Б-ка "Мурзилки")).
- Григорьев: «Шайтан-Арба» (М.: «Молодая гвардия», 1930 г.);
- Гурьян О. М.: «Весёлая гроза» (М.: Госиздат, 1926 г.), «Двор» (М.: ЗИФ, 1920-е.);
- Дмитриева Н., Лугина К.: «Новые валенки» (М.-Л.: Госиздат, 1927 г.);
- Доронин Иван: "Книжка-картинка для маленьких ребят" (М.: Рабочая Москва, 1926 г.);
- Жижин И. И.: «Весёлая охота» (М.: Госиздат. 1929 г.);
- Загряцкова И. М. Ремонт. (Четвертое издание. ОГИЗ — Молодая гвардия. 1933 г.);
- Зилов Л. Н.: «Кисель» (М.: Госиздат 1923 г.), «Миллионный Ленин» (М.-Л.: Госиздат, 1926 г.), «Автобус» (М.: «Рабочая газета», 1929 г.), «Как небо упало» (1932 г.);
- Кассиль Л.А.: «Кондуит»;
- Каринский В.: "Приключения кота" (М.: "Моск. рабочий", 1927 г.). Кн. 1-я: "Неудачная охота", кн. 2-я: "Невинно наказанный", кн. 3-я: "Барбос помешал", кн. 4-я: "Похищение кота".
- Ленский В. Я.: "Ванька с Танькой: Сказка". Л.: "Начатки знаний", 1925 г.), "Лень-ленище: Сказка". (М.; Л.: "Радуга", 1925 г.)
- Маяковский В. В.: «Эта книжечка моя по моря и про маяк» (М.: «Молодая гвардия», 1927 г.);
- Мирович В. Г.: "На зеленой травке" (М.: Гиз, 1927 г.); "Наш сад" (М.: Гиз, 1927 г.);
- Остроумов Л. Е.: «Фруктовый сад» (М.: Госиздат, 1927 г.); "Горе-шоферы" (М.: Гиз, 1928 г.);
- Полонская Елизавета: «Про пчел и про мишку медведя» (Л.: Госиздат, 1926 г.);
- Пришвин М. М.: «Родники Берендея» (Гос. издат-во. 1926 г.)
- Тараховская Елизавета: "Железная дорога" (М.: Г.Ф. Мириманов, 1928 г.); "Колокол в море" (М.: Гиз, 1930 г.);
- Федорченко Софья: "Вот так звери" (М.; Л.: Гиз, 1929 г.); "Звериные детки" (М.: Гиз, 1929 г.)
- Шестаков Н.: "Базар" (М.: Крестьянская газета, 1928 г.); "Поезд" (М.: Крестьянская газета, 1928 г.);
- Энгель Р.: "Про девочку и про хвостик" (М.: Гиз, 1928 г.)

### Архивные источники
- ЦГИА СПб, ф. 184, оп. 6, д. 113. — Личное дело, заведенное в ИГИ.
- НБА АХ, ф. 7, оп. 8, д. 2107.